# Kushboo Ramnawaj
Kushboo Ramnawaj (sinh ngày 23 tháng 3 năm 1990) là một người đẹp người Mauritius. Cô được trao vương miện Hoa hậu Mauritius 2014 và được chọn làm thí sinh đại diện cho đất nước của mình tham gia cuộc thi Hoa hậu Hoàn vũ 2015 nhưng vì lý do cá nhân, cô rút khỏi cuộc thi vào tháng 12 cùng năm. Tuy nhiên, sau đó vào năm 2016, cô được chọn để thi đấu tại cuộc thi Hoa hậu Hoàn vũ 2016.

## Cuộc sống cá nhân
Kushboo theo học trường công Rivière du Poste ở cấp trung học cơ sở của cô và trường Boyer de La Giroday cho việc theo học cấp trung học của cô. Cô tốt nghiệp ngành Kỹ sư Năng lượng Hóa học và Năng lượng của BEng (Hons) tại Đại học Mauritius.

## Các cuộc thi

### Hoa hậu Mauritius 2014
Kushboo được trao vương miện Hoa hậu Mauritius 2014, tham gia với tư cách là thí sinh đại diện cho Rivière Du Poste vào ngày 28 tháng 6 năm 2014 tại Thính phòng Johnson & Johnson ở Vacoas-Phoenix. Tại cùng một sự kiện, Các á hậu của cuộc thi Hoa hậu Mauritius được trao vương miện Hoa hậu Thế giới Mauritius và Hoa hậu Quốc tế Mauritius và đại diện cho Mauritius tại các cuộc thi quốc tế cùng tên trong năm 2015.

## Hoa hậu Hoàn vũ 2016
Vào ngày sinh nhật thứ 26 của mình, Kushboo được hỏi bởi Giám đốc Quốc gia Hoa hậu Hoàn vũ Mauritius, Nevin Rupear rằng liệu cô có thể đại diện cho Mauritius tại cuộc thi Hoa hậu Hoàn vũ 2016, Kushboo xác nhận và cô được bổ nhiệm làm Hoa hậu Hoàn vũ Mauritius 2016. Cô tham gia cuộc thi Hoa hậu Hoàn vũ 2016 nhưng kết thúc cuộc thi mà không được xếp hạng.

## Giải thưởng
Hoa hậu Mauritius 2014 - Hoa hậu
Hoa hậu Sắc đẹp Bãi biển 2014 - Hoa hậu
Hoa hậu Thanh lịch 2014 - Á hậu 2
Hoa hậu Savanne 2014 - Á hậu 1